# David Bisbal
David Bisbal (Almeria, 5 de junho de 1979) é um cantor e compositor espanhol. Ganhou fama como finalista no Operação Triunfo em 2000. Desde então, lançou um albúm gravado em estúdio na Espanha atuando na gravadora Vale Music, que ficou em primeiro lugar nas paradas espanholas de singles, e esteve em turnê pela Espanha e América Latina.
Ao todo em sua carreira, já vendeu mais de 10 milhões de discos, e coleciona mais de 70 discos de platina e de ouro, e já realizou 5 turnês internacionais e mais de 600 shows por todo o mundo. A indústria musical já lhe premiou com mais de 60 prêmios, entre os que se destacam é "Grammy Latino", vários "Prêmios Billboard Latinos", dos "Prêmios ONDAS" e o "World Music Award" na categoria "Melhor Artista Latino do Mundo".

## Biografia
David Bisbal nasceu na Espanha, é o terceiro filho de José Bisbal e María Ferre, tendo dois irmãos mais velhos: um irmão chamado José María e uma irmã de nome María del Mar. Bisbal saiu da escola jovem pois tinha mais interesse em música. Por mais que seus pais o tenham feito trabalhar em uma estufa por um tempo, ele começou sua carreira musical com 18 anos como cantor, quando foi descoberto pela orquestra Expresiones. Em 2001, foi um dos 16 concorrentes no programa Operacional Triunfo. Ele foi o segundo finalista do show, que foi ganho por Rosa López. Devido à sua exposição nesse programa, foi notado pela gravadora Vale Music, que o ofereceu um contrato para que gravasse seu próprio CD solo. Seu primeiro álbum, Corazón Latino, foi lançado no fim do verão de 2005. Esse álbum foi gravado em Miami e produzido por Kike Santander. Foi um sucesso instantâneo: Corazón Latino rapidamente tornou-se um dos álbuns mais populares no mercado espanhol. Bateu os recordes de álbum XXXXX, com um milhão de cópias vendidas em poucos meses. No verão de 2005 começou uma turnê desse álbum na Espanha. Sozinho nas apresentações ou com Chenoa ( outra participante de idolos To Spain e sua noiva por três anos), seus ingressos foram esgotados. Em 2005, recebeu um prêmio de melhor álbum do ano com Corazón Latino. No Premios de la Música, foi indicado para melhor revelação e no Premios Amigo para melhor revelação e melhor álbum. Logo, a popularidade de Bisbal se espalhou para fora da Espanha. Em 2005, ele começou uma turnê na América Latina, fazendo mais de 80 shows, com todos os seus ingressos esgotados. Sua foto foi parar na capa de muitas revistas; ele foi entrevistado em muitos programas televisivos incluindo o Billboard Latin Music Awards e o Festival de Viña del Mar no Chile. Em Miami, Bisbal recebeu 8 discos de ouro pelas vendas de Corazón Latino nos EUA e América Latina. Também recebeu um prêmio por melhor novo artista internacional no Premios TV e Novelas de México. Seu single "Lloraré las penas" esteve no topo das paradas da Billboard Latina Tropical/Salsa e foi o terceiro na Billboard Hot Latin Tracks. Em 2005, Bisbal recebeu um Grammy Latino para melhor novo artista e foi indicado para melhor álbum pop vocal. Em 2006, David lançou seu segundo álbum Bulería. Este tornou-se um rápido hit e  rapidamente subiu para o topo das paradas na Espanha, na América Latina e nos EUA. Bulería é um álbum com a intenção de prestar homenagem à terra natal de Bisbal e inclui um sabor de flamenco junto com seu costumeiro estilo latino. Mais de um milhão de cópias foram vendidas na Espanha e 300 000 na América Latina e nos EUA. Bisbal também lançou mais dois álbuns: (Live) e David Bisbal edición europeo. No seu álbum , Premonición, Bisbal canta com outros artistas como Tomatito, Vicente Amigo, Wisin & Yandel, Dan Warner, Lee Levin e Jon Falcone. Este é o álbum mais internacional de Bisbal. Desde o lançamento em outubro, Bisbal obteve cinco discos de platina e um de ouro nos EUA e Porto Rico. Ao todo, quase dois milhões de pessoas viram ao vivo Bisbal em meio mundo, durante estes cinco anos. Na véspera de Natal de 2006, Bisbal cantou ao lado de artistas como Lolita Flores, Antonio Carmona, Fangoria, Paloma San Basilio e apresentador Raphael (cantor) no especial da TVE "Noche Buena Con Raphael". Bisbal também formou um grupo voluntário para ajudar crianças que vivem em países sub-desenvolvidos. Em 2009 David Bisbal lançou seu mais recente  trabalho com título "Sin Mirar Atras" com a música single "Esclavo de Sus Besos" e um de seus maiores sucessos "Mi Princesa". Em 2010, recebeu disco de ouro e platina pelas vendas do seu novo CD "Sin Mirar Atrás". O cantor vem conquistando vários Países, da Europa e América Latina, atraindo assim muitos seguidores, inclusive seu público alvo: as mulheres. David Bisbal cada vez mais vem conquistando seu espaço na mídia da música Latina. Em 2014, lança seu quinto álbum de estúdio Tú y Yo, ficando em primeiro lugar na Espanha no TOP100ÁLBUMES de álbuns mais vendidos, além de bater recorde histórico no país, recebendo disco de platina duplo pela vendagem de mais de 120 mil cópias. No álbum, conta com parceria da cantora brasileira Sandy, além de Índia Martínez e Antônio Orozco. O David Bisbal e um homem único e especial e quem o conhece adora-o.

## Vida pessoal
Em 15 de Fevereiro de 2010, David foi pai pela primeira vez, nasceu sua filha, Ella de Bisbal Tablada filha que teve com a modelo Elena Tablada. David Bisbal dedicou  a música "Mi Princesa" a sua mãe María Ferre, a Elena Tablada e a sua filha Ella de Bisbal Tablada.

## Discografia

### Álbuns de estúdio
| Ano  | Detalhes do Álbum | Vendas | Certificações                                                                                              |
| ---- | --- | --- | --- |
| 2002 | Corazón Latino - Lançamento: 15 de outubro de 2002 - Gravadora(s): Vale Music, Universal Music - Formato(s): CD, DVD, download digital     | - Mundo: 1 600 000+ - Espanha: 1 300 000+                                                                            | - Espanha: 13× Platina                                                                                     |
| 2004 | Bulería - Lançamento: 10 de fevereiro de 2004 - Gravadora(s): Vale Music/Universal Music - Formato(s): CD, download digital                | - Mundo: 1 300 000+ - Espanha: 1 000 000+                                                                            | - Espanha: 10x× Platina                                                                                    |
| 2006 | Premonicíon - Lançamento: 30 de outubro de 2006 - Gravadora(s): Vale Music/Universal Music - Formato(s): CD, DVD, download digital         | - Mundo: 625 000+ - Espanha: 400 000+                                                                                | - Espanha: 5x× Platina                                                                                     |
| 2009 | Sin Mirar Atrás - Lançamento: 20 de outubro de 2009 - Gravadora(s): Vale Music/Universal Music - Formato(s): CD, LP, DVD, download digital | - Espanha: 190 000+ - Estados Unidos: 1 500 000+ - Venezuela: 5 000+ - Estados Unidos: 500 000+ - Argentina: 20 000+ | - Espanha: 3× Platina - Estados Unidos: 3× Ouro - Venezuela: Ouro - Estados Unidos: Ouro - Argentina: Ouro |
| 2014 | Tú y Yo - Lançamento: 18 de março de 2014 - Gravadora(s): Universal Music - Formato(s):CD, download digital                                | - Argentina: 60 000+ - Espanha: 170 000+                                                                             | - Argentina: Ouro - Espanha: 2× Platina                                                                    |
| 2015 | Tú y Yo en Vivo DVD + CD Gravadora: Universal Music                                                                                        | | |
| 2016 | Me Enamore de Ti‬ Tema : Novela Argentina : Los ricos no piden permiso Gravadora: Universal Music                                           | | |
| 2016 | Corazón Que Miente Tema:Novela México : Corazón Que Miente Gravadora: Universal Music                                                      | | |
| 2017 | Hijos Del Mar Gravadora Universal Music | | |
| 2020 | En Tus Planes Gravadora Universal Music | | |